# Fundació Ferrer Pastor
La Fundació Ferrer Pastor naix el 10 de juliol de 2008 amb l'objectiu de mantenir i difondre la figura i les tasques de Francesc Ferrer Pastor, així com d'unes altres personalitats de rellevància cultural i social al País Valencià.
Els objectius de la Fundació responen a difondre i normalitzar l'ús Valencià en els diferents àmbits, especialment en la cultura del País, així com de fomentar el record i honor de Francesc Ferrer Pastor. Vetllen pels valors del lexicògraf saforenc treballant per la integració dels col·lectius en risc d'exclusió, immigrants i discapacitats. L'objectiu principal que duen a terme consisteix a mantenir viva la tasca de Ferrer Pastor i la lluita per la cultura valenciana.
La Fundació va ser creada el 10 de juliol de 2008, tot i que fins a l'any següent no s'oficialitzaria, concretament el 15 de gener de 2009 amb la resolució de la Generalitat Valenciana.
El 10 de juliol de 2009 es presenta públicament per primera volta, en un acte a la biblioteca de Ferrer Pastor, a la localitat natal de Francesc Ferrer Pastor, La Font d'en Carròs (la Safor, València). Hi participaren el batlle Gaspar Pérez i la regidora de Cultura Maria Consuelo Peiró com a representació de la comitiva municipal, acompanyats pel Vicepresident de l'Acadèmia Valenciana de la Llengua, Manuel Pérez Saldanya, el director dels Cursos Carles Salvador, Isidre Crespo, i l'escriptor i director Alfred Ramos González.